# Castell d'Edo
El castell d'Edo (japonès: 江戸 城, Edo jō), també conegut com a castell de Chiyoda (japonès: 千代田 城, Chiyoda jō) és un castell japonès construït en 1457 per Ōta Dōkan al territori que actualment és Tòquio, conegut en aquells temps com a Edo. Tokugawa Ieyasu es va mudar de Mikawa a un Kantō recentment arrabassat al clan Hōjō tardà (acceptant l'oferta que li havia fet Toyotomi Hideyoshi) el 1590, durant el període Azuchi-Momoyama, establint la seva base a Edo. En 1603, en esdevenir shogun, Edo es va convertir en la capital del Japó, iniciant-se així el període Edo de la història del Japó. Durant la restauració Meiji, després de ser deposat l'últim shogun Tokugawa Yoshinobu, el castell va esdevenir la residència imperial.
El castell, un enorme complex militar, estava regit per dos magistrats, cadascun dels quals responia d'una meitat. En absència del shogun la disciplina marcial era imposada pels defensors, anomenats rusui.

## Arquitectura
El castell, centre administratiu de la ciutat, era una gran fortalesa l'espai central ocupava prop de 73 hectàrees, suficient per a albergar a 260 dàimios i al voltant de 50.000 soldats. La seva torre, destruïda per un incendi en 1657, era la més alta de Kantō amb 58,4 metres i 5 plantes d'alçada. Posseïa un fossat excavat en espiral que bevia de les aigües del riu Sumida. Les fosses interiors envoltaven les mansions dels principals oficials de l'exèrcit fidels al shogun, mentre que la resta d'oficials ocupaven posicions perifèriques dins del complex fortificat, encara que estaven protegits per les fosses exteriors.

## Galeria

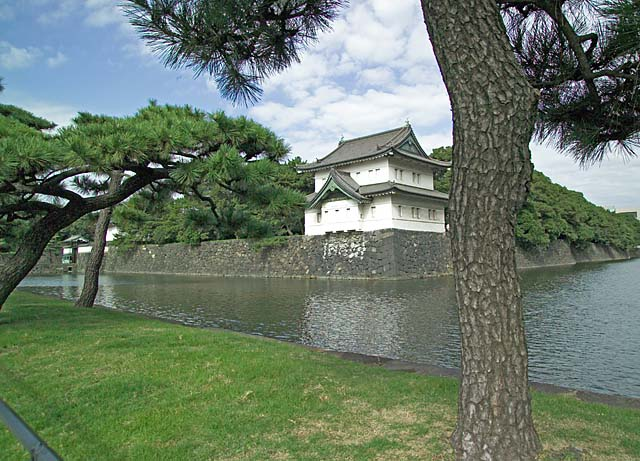
Fossat i muralla
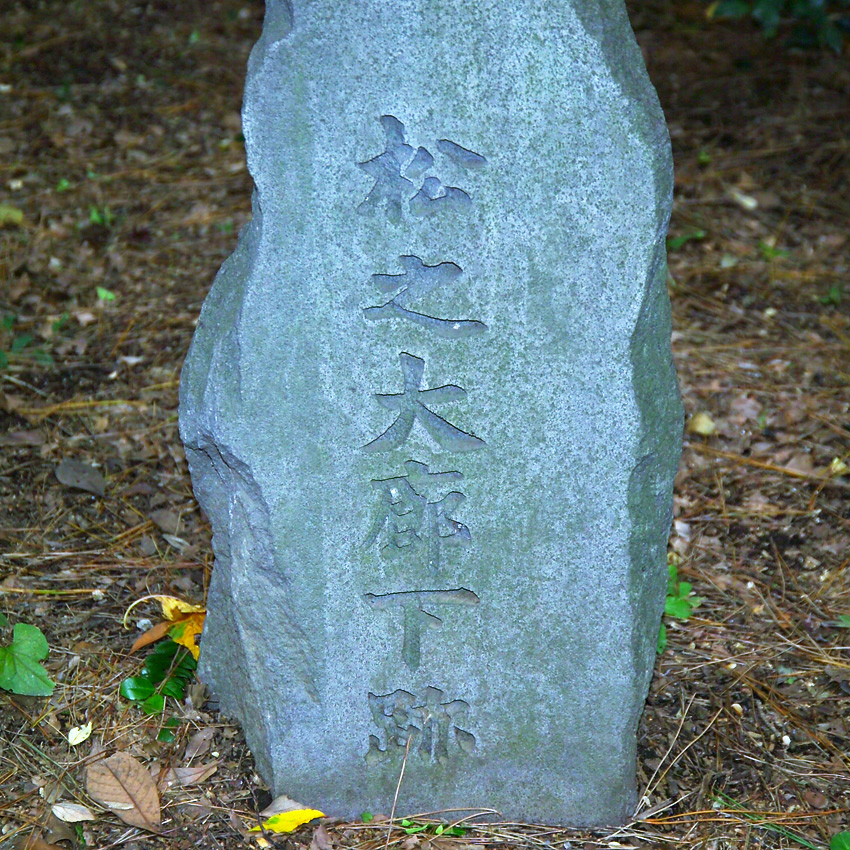
Mojonera en Matsu no Ōrōka, el Corredor dels Pins, on van començar els esdeveniments dels 47 ronin
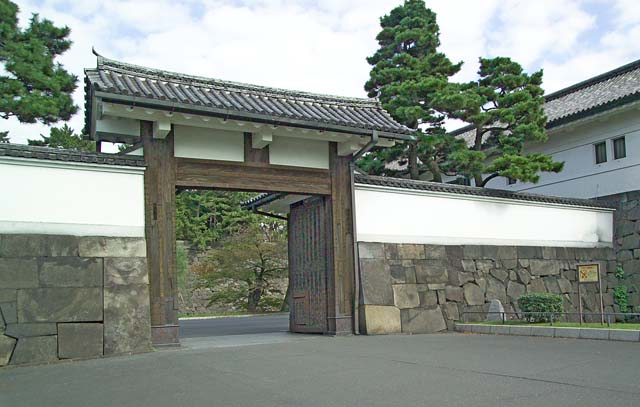
Porta Sakurada, on Ii Naosuke va ser assassinat el 1860
Plànol general de 1849.